# Karzzzz
Pour plus de détails, voir Fiche technique et Distribution.
Karzzzz est un film indien réalisé par Satish Kaushik sorti le 17 octobre 2008, il donne la vedette à Urmila Matondkar, Himesh Reshammiya et Shweta Kumar. La musique est composée par Himesh Reshammiya sur des paroles de Sameer. C'est le remake de Karz réalisé en 1980 par Subhash Ghai.

## Synopsis
Ravi Verma (Dino Morea) vient de gagner un procès contre Juda (Gulshan Grove) et a reçu légalement plusieurs hectares de terre. Il célèbre sa victoire en se mariant avec l'amour de sa vie, Kamini (Urmila Matondkar), qu'il décide de présenter à sa famille. Cependant, au cours du voyage, Kamini met en place un plan machiavélique pour se débarrasser de son mari afin d'hériter de sa fortune : elle sabote l'avion dans lequel ils ont pris place et Ravi, privé de parachute, meurt dans l'accident.
Vingt-cinq ans plus tard, Monty (Himesh Reshammiya) est une rockstar en herbe à qui la vie semble sourire mais il est perturbé par des flashbacks de la mort de Ravi…

## Fiche technique
- Titre : Karzzzz
- Réalisation : Satish Kaushik
- Scénario : Shiraz Ahmed
- Musique : Ranjit Barot et Himesh Reshammiya
- Photographie : Manoj Soni
- Montage : Hemal Kothari
- Production : Bhushan Kumar et Krishan Kumar
- Société de production : Super Cassettes Industries Limited
- Pays :  Inde
- Genre : Action, drame, film musical, romance et thriller
- Durée : 142 minutes
- Dates de sortie : 
  -  Inde : 17 octobre 2008

## Distribution
- Urmila Matondkar : Kamini R. Verma
- Himesh Reshammiya : Monty Oberoi
- Shweta Kumar : Tina
- Dino Morea : Ravi Verma Shantaprasad [2]

## Box-office
Karzzzz a une très bonne ouverture à la billetterie avec des recettes qui s'élèvent à 109 300 000 roupies lors de son premier weekend, néanmoins les chiffres s'effondrent rapidement et le film ne récolte que 147 500 000 roupies au total. Cette somme est insuffisante pour recouvrer le budget investi et le film est qualifié de « désastre ».